# Sennen Andriamirado
Sennen Andriamirado est né en 1945 à Madagascar et mort le 15 juillet 1997. Journaliste et grand reporter, il a été un des quatre rédacteurs en chef au groupe Jeune Afrique. Il est surtout connu pour ses biographies de Thomas Sankara.

## Biographie
- Il a travaillé à Jeune Afrique pendant 18 ans.
- En 1993, il se lance dans la communication en quittant Jeune Afrique dans une ambiance décrite comme conflictuelle[2]